# Степове (Устинівська селищна громада)
Степове (до 18 лютого 2016 — Ле́нінка) — село в Україні, в Устинівській селищній громаді Кропивницького району Кіровоградської області. Населення становить 161 осіб. Колишній орган місцевого самоврядування — Степанівська сільська рада.
До 2016 року село Степове носило назву Ленінка.

## Географія
Селом тече Балка Сидорівка.

## Населення
Згідно з переписом УРСР 1989 року чисельність наявного населення села становила 155 осіб, з яких 71 чоловік та 84 жінки.
За переписом населення України 2001 року в селі мешкало 160 осіб.

### Мова
Розподіл населення за рідною мовою за даними перепису 2001 року:
| Мова       | Відсоток |
| ---------- | -------- |
| українська | 92,55 %  |
| молдовська | 4,97 %   |
| російська  | 2,48 %   |

## Відомі люди
В селі народився Мазуренко Олексій Юхимович (20 червня 1917 — 11 березня 2004) — двічі Герой Радянського Союзу.